# Антипино (Ярославская область)
Анти́пино — деревня Ломовского сельского округа в Октябрьском сельском поселении Рыбинского района Ярославской области .
Деревня расположена на спускающемся к реке склоне левого берега реки Малая Эдома на расстоянии около 1 км к юго-востоку от автомобильной дороги, связывающей посёлок Лом с автомобильной дорогой P151 Ярославль—Рыбинск. Через деревню проходит дорога на юго-восток по левому берегу Малой Эдомы к деревне Лапино. Ближайшая деревня в сторону посёлка Лом по дороге на него — Дор, в сторону от Лома до самой дороги Р-151 населённых пунктов нет. На правом берегу Малой Эдомы напротив Антипино стоит деревня Лаврово .
Деревня Антипина указана на плане Генерального межевания Борисоглебского уезда 1792 года. По сведениям 1859 года деревня Антипино относилась к Романово-Борисоглебскому уезду .
На 1 января 2007 года в деревне числилось 2 постоянных жителя. Почтовое отделение посёлка Лом обслуживает в деревне 8 домов .